# Anthaxia signaticollis
Anthaxia signaticollis es una especie de escarabajo del género Anthaxia, familia Buprestidae. Fue descrita científicamente por Krynicki en 1832.

## Distribución
Habita en el Neártico, Neotrópico, región indomalaya, Paleártico y región afrotropical.
Hungría, Eslovaquia, Siria, Turquia y Ucrania.